# Canton de Guéret-1
Le canton de Guéret-1 est une circonscription électorale française du département de la Creuse créée par le décret du 17 février 2014 et entrée en vigueur lors des élections départementales de 2015.

## Histoire
Un nouveau découpage territorial de la Creuse entre en vigueur à l'occasion des élections départementales de mars 2015, défini par le décret du 17 février 2014, en application des lois du 17 mai 2013 (loi organique 2013-402 et loi 2013-403). Les conseillers départementaux sont, à compter de ces élections, élus au scrutin majoritaire binominal mixte. Les électeurs de chaque canton élisent au Conseil départemental, nouvelle appellation du Conseil général, deux membres de sexe différent, qui se présentent en binôme de candidats. Les conseillers départementaux sont élus pour 6 ans au scrutin binominal majoritaire à deux tours, l'accès au second tour nécessitant 12,5 % des inscrits au 1er tour. En outre la totalité des conseillers départementaux est renouvelée. Ce nouveau mode de scrutin nécessite un redécoupage des cantons dont le nombre est divisé par deux avec arrondi à l'unité impaire supérieure si ce nombre n'est pas entier impair, assorti de conditions de seuils minimaux. Dans la Creuse, le nombre de cantons passe ainsi de 27 à 15.
Le canton de Guéret-1 est formé de communes des anciens cantons de Guéret-Sud-Est (3 communes) et de Guéret-Sud-Ouest (1 commune). Le canton est entièrement inclus dans l'arrondissement de Guéret. Le bureau centralisateur est situé à Guéret.

## Représentation
| Période élective | Période élective | Mandat | Mandat   | Identité            | Nuance | Nuance | Qualité |
| ---------------- | ---------------- | ------ | -------- | ------------------- | ------ | ------ | --- |
| 2015             | 2021             | 2015   | 2021     | Guy Avizou          |        | PS     | Professeur agrégé d'histoire, ancien adjoint au maire de Guéret Ancien conseiller général du Canton de Guéret-Sud-Est |
| 2015             | 2021             | 2015   | 2021     | Isabelle Penicaud   |        | PS     | Enseignante, conseillère municipale de Sainte-Feyre                                                                   |
| 2021             | 2028             | 2021   | en cours | Thierry Bourguignon |        | PS     | Directeur d'une association culturelle - chef d'orchestre, ancien Premier adjoint au maire de Guéret (2014-2020)      |
| 2021             | 2028             | 2021   | en cours | Isabelle Penicaud   |        | PS     | Enseignante, conseillère municipale de Sainte-Feyre                                                                   |

### Résultats détaillés

#### Élections de mars 2015
À l'issue du 1er tour des élections départementales de 2015, deux binômes sont en ballottage : Guy Avizou et Isabelle Penicaud (PS, 39,33 %) et Christelle Steux et Jean-François Thomas (Union de la Droite, 24,06 %). Le taux de participation est de 54,59 % (3 631 votants sur 6 651 inscrits) contre 58,65 % au niveau départemental et 50,17 % au niveau national.
Au second tour, Guy Avizou et Isabelle Penicaud (PS) sont élus avec 55,35 % des suffrages exprimés et un taux de participation de 54,26 % (1 760 voix pour 3 609 votants et 6 651 inscrits).

#### Élections de juin 2021
Le premier tour des élections départementales de 2021 est marqué par un très faible taux de participation (33,26 % au niveau national). Dans le canton de Guéret-1, ce taux de participation est de 33,54 % (2 214 votants sur 6 602 inscrits) contre 39,51 % au niveau départemental. À l'issue de ce premier tour, deux binômes sont en ballottage : Thierry Bourguignon et Isabelle Penicaud (PS, 54,19 %) et Karine Mourguy et Jean-Francois Thomas (DVD, 22,59 %).
Le second tour des élections est marqué une nouvelle fois par une abstention massive équivalente au premier tour. Les taux de participation sont de 34,3 % au niveau national, 40,97 % dans le département et 35,2 % dans le canton de Guéret-1. Thierry Bourguignon et Isabelle Penicaud (PS) sont élus avec 62,96 % des suffrages exprimés (1 372 voix pour 2 325 votants et 6 605 inscrits),,.

## Composition
| Nom                            | Code Insee | Intercommunalité   | Superficie (km2) | Population (dernière pop. légale)               | Densité (hab./km2) | Modifier                                    |
| ------------------------------ | ---------- | ------------------ | ---------------- | ----------------------------------------------- | ------------------ | ------------------------------------------- |
| Guéret (bureau centralisateur) | 23096      | CA du Grand Guéret | 26,21            | Fraction : 5 152 (2022) Commune : 12 814 (2022) | 489                | modifier les données · modifier les données |
| Saint-Laurent                  | 23206      | CA du Grand Guéret | 12,93            | 678 (2022)                                      | 52                 | modifier les données · modifier les données |
| Sainte-Feyre                   | 23193      | CA du Grand Guéret | 29,99            | 2 531 (2022)                                    | 84                 | modifier les données · modifier les données |
| La Saunière                    | 23169      | CA du Grand Guéret | 7,50             | 659 (2022)                                      | 88                 | modifier les données · modifier les données |
| Savennes                       | 23170      | CA du Grand Guéret | 6,93             | 209 (2022)                                      | 30                 | modifier les données · modifier les données |
| Canton de Guéret-1             | 2312       |                    |                  | 9 229 (2022)                                    |                    | modifier les données                        |

Le canton de Guéret-1 comprend :
1. quatre communes entières,
2. La partie de la commune de Guéret située au nord de la ligne de chemin de fer de Bordeaux à Genève.

## Démographie
En 2022, le canton comptait 9 229 habitants, en évolution de −0,33 % par rapport à 2016 (Creuse : −3,32 %, France hors Mayotte : +2,11 %).
| 2013  | 2018  | 2022  |
| ----- | ----- | ----- |
| 9 293 | 9 276 | 9 229 |